# James Merrill
Pour les articles homonymes, voir Merrill.
James Ingram Merrill, né le 3 mars 1926 à New York et mort à Tucson dans l'État de l'Arizona le 6 février 1995, est un poète, dramaturge, essayiste américain, considéré comme une figure de proue de la poésie américaine. En 1977, il reçoit le prix Pulitzer de poésie pour Divine Comedies. Sa poésie se divise en deux corpus distincts : la poésie lyrique polie et formaliste de ses débuts, et le récit épique de communications occultes avec des esprits et des anges, intitulé The Changing Light at Sandover publié en trois volumes de 1976 à 1980, qui a dominé sa dernière carrière. Bien qu'il ait surtout publié de la poésie, il a également écrit des essais, des romans et des pièces de théâtre.

## Biographie

### Jeunesse et vie familiale
Né à New-York, James Merrill est le fils d'Helen Ingram Merrill et de Charles E. Merrill (1885-1956), fondateur associé de la société d'investissement bancaire Merrill Lynch et d'Hellen Ingram Merrill (1898-2000), journaliste mondaine et éditrice de Jacksonville, en Floride. Il naît dans une résidence qui deviendra le site de l'explosion des maisons de Greenwich Village, que Merrill déplorera dans le poème composé en 1972 "18 West 11th Street",. Les parents de Merrill se marient en 1925, l'année précédant sa naissance. Il grandit avec deux demi-frères et sœurs plus âgés issus du premier mariage de son père avec Doris Merrill Magowan,. Le domaine de 30 acres de son père à Southampton, dans l'État de New York, par exemple, connu sous le nom de "The Orchard", avait été conçu par Stanford White et l'aménagement paysager avait été réalisé par Frederick Law Olmsted. La propriété a été développée en 1980 avec 29 condominiums de luxe flanquant les jardins centraux, tandis que la vaste salle de bal de la maison et les espaces de réception publique du premier étage ont été préservés,,. La gouvernante de l'enfance de Merrill lui a enseigné les littératures française et allemande, une expérience dont Merrill a parlé dans son poème Lost in Translation en 1974. De 1936 à 1938, Merrill fréquente St. Bernard's, un prestigieux lycée new-yorkais.
Merrill témoigne à de multiples reprises sur sa vie familiale : "J'avais du mal à croire à la façon dont mes parents vivaient. Ils semblaient tellement absorbés par leurs engagements, leurs obligations, leurs cérémonies", dira Merrill à un intervieweur en 1982; "L'excitation, l'accélération émotionnelle que j'ai ressentie au cours de ces années-là provenait généralement des animaux ou de la nature, ou des domestiques de la maison… dont les vies semblaient, par contraste, avoir un sens parfait" ; "Les jardiniers avaient les mains dans la terre. Le cuisinier saupoudrait des choses de farine, préparait des tartes. Mon père ne faisait que gagner de l'argent, tandis que ma mère écrivait des noms sur des marque-places, planifiait des menus et faisait de la broderie". Les parents de Merrill se séparent lorsqu'il a onze ans, puis divorcent lorsqu'il en a treize. Adolescent, Merrill est pensionnaire à la Lawrenceville School, où il se lie d'amitié avec le futur romancier Frederick Buechner, commence à écrire de la poésie et entreprend ses premières collaborations littéraires,. À l'âge de 16 ans, son père rassemble ses nouvelles et ses poèmes et les publie par surprise sous le nom de Jim's Book. D'abord ravi, Merrill considérera plus tard ce livre précoce comme un embarras. Aujourd'hui, il est considéré comme un trésor littéraire estimé à 4 500 $ en 2007.

### Le Cygne Noir
Merrill poursuit ses études au Amherst College  qui sont interrompues en 1943 par son incorporation dans l'armée américaine lors de la seconde guerre mondiale. A sa démobilisation, huit mois plus tard, il reprendra ses études au Amherst College où il obtiendra "cum laude" son Bachelor of Arts en 1947. Le mémoire de fin d'études de Merrill sur le romancier français Marcel Proust annonçait son talent littéraire et son professeur d'anglais, après l'avoir lu, déclara à la classe de fin d'études d'Amherst que "Jim" était destiné à une certaine forme de grandeur". "The Black Swan ("le Cygne Noir"), un recueil de poèmes que Kimon Friar, professeur et amant de Merrill à Amherst, a publié à titre privé à Athènes, en Grèce, en 1946, n'a été imprimé qu'à cent exemplaires alors que Merrill avait 20 ans. Le premier ouvrage de maturité de Merrill, The Black Swan, est l'un des titres les plus rares de Merrill. Le premier volume publié commercialement par Merrill est First Poems, édité à 990 exemplaires numérotés par Alfred A. Knopf en 1951. Elle a reçu un accueil des critiques mitigées, si son élégance et sa sensibilité sont reconnues, en revanche la forme est déclarée "froide manquant" de l'élément esthétique principal : "le plaisir".
Dans les années suivantes, Merrill produira de la prose, deux pièces de théâtre : The Bait en 1953, et The Immortal Husband en 1955, les deux pièces furent produites à New York et reçurent une critique un peu boudeuse.
En 1957, il publie son premier roman, The Seraglio, encore une fois les critiques furent mitigées.
Ses échecs tant dans le théâtre que dans le roman le font revenir à la poésie. En 1959, le succès est enfin au rendez vous par la publication de en 1959 deThe Country of a Thousand Years of Peace par les éditions Knopf, même si certains critiques y voient un esthétisme de dandy.
Les mêmes réserves seront formulées pour son recueil de poésie Water Street en 1962.
Puis il y a le tournant où James Merrill passe d'une position d’esthète de "l'art pour l'art" à celle de "l'art pour l'amour de la vie", tournant probablement lié à une homosexualité assumée et une vie de couple heureuse avec son compagnon.
James Merrill revient à la prose avec la publication de son second et dernier roman,The (Diblos) Notebook en 1965.
À partir de 1966, il s'engage pleinement dans l'écriture poétique, il publie  Nights and Days, qui lui a valu le National Book Award pour la poésie en 1967. Avec la publication de The Fire Screen en 1969, la place de James Merrill comme un poète majeur de la scène américaine était assurée. Il fut comparé à la fois à WH Auden et Wallace Stevens. Deux ans plus tard, 1968, il fut élu à l'Institut National des Arts et des Lettres (National Institute of Arts and Letters).
Sa stature est confirmée par l'accueil élogieux en 1972 de son recueil  Braving the Elements qui lui vaudra la plus haute distinction de la poésie américaine, le Prix Bollingen, en 1973.
Au cours des deux dernières décennies de sa vie, la réputation de James Merrill se confirmera au fil de ses diverses publications comme Divine Comedies en 1976 (prix Pulitzer), succédent deux autres recueils d'inspiration occultiste Mirabell: Books of Number (1978) et Scripts for the Pageant (1980). Les critiques ont comparé sa vision imaginative à celle de Yeats, Blake, Milton et Dante.
Quand son père meurt en 1956, M. Merrill a utilisé l'argent de son héritage pour établir la Fondation Ingram Merrill pour donner des subventions aux écrivains et peintres.

### Une personne différente
Le partenaire de Merrill pendant trois décennies était David Noyes Jackson (en), écrivain et artiste. Merrill et Jackson se sont rencontrés à New York après une représentation de la pièce de Merrill, The Bait, au Comedy Club en 1953. Ensemble, Jackson et Merrill s'installent à Stonington, dans le Connecticut, en 1955, et achètent une propriété au 107 Water Street qui est aujourd'hui le site du programme de résidence d'écrivains, la James Merrill House (en), parrainé par la Stonington Village Improvement Association dans l'arrondissement de Stonington,. Les thèmes, les lieux et les personnages grecs occupent une place prépondérante dans les écrits de Merrill. En 1979, Merrill et Jackson abandonnent largement la Grèce et commencent à passer une partie de l'année dans la maison de Jackson à Key West, en Floride.
Dans ses mémoires de 1993, A Different Person, Merrill révèle qu'il a souffert du syndrome de la page blanche au début de sa carrière et qu'il a eu recours à une aide psychiatrique pour en surmonter les effets : il a suivi une analyse avec Thomas Detre (en) à Rome. "La liberté d'être soi-même, c'est très bien", écrira-t-il. Dans ses mémoires, Merrill brosse un portrait sincère de la vie homosexuelle au début des années 1950, décrivant ses amitiés et ses relations avec plusieurs hommes, dont le poète néerlandais Hans Lodeizen, le journaliste italien Umberto Morra, l'écrivain américain Claude Fredericks (en), le marchand d'art Robert Isaacson (en) et son partenaire à partir de 1983, l'acteur Peter Hooten (en). Au cours des années 1960, James Merrill achète une maison à Athènes, puis une autre résidence à Key West, en Floride, et partage son temps entre les trois maisons.

### La fondation Ingram Merrill
Correspondant prodigieux et dépositaire de nombreuses confidences, Merrill avait pour "principal plaisir l'amitié",. Répondant à "Jim" dans sa jeunesse et à "James" à l'âge adulte ou encore à "JM" dans les lettres de lecteurs, il fut appelé "Jimmy", un surnom d'enfance, par ses amis et sa famille jusqu'à la fin de sa vie. Malgré une grande richesse personnelle provenant d'une confiance inébranlable faite au début de son enfance, Merrill a vécu modestement. Avant la mort de son père, Merrill et ses deux frères et sœurs ont renoncé à tout autre héritage de la succession de leur père en échange de 100 dollars "comme quittance complète" ; en conséquence, la majeure partie de la succession de Charles Merrill a été donnée à des œuvres de charité, y compris "The Orchard".
Philanthrope à part entière, Merrill créa la Fondation Ingram Merrill dans les années 1950, dont le nom réunissait ses parents divorcés. Cette fondation privée a fonctionné tout au long de la vie du poète et a subventionné la littérature, les arts et la télévision publique, avec des subventions destinées en particulier aux écrivains et artistes prometteurs,,. Merrill a rencontré la cinéaste Maya Deren en 1945 et la poétesse Elizabeth Bishop quelques années plus tard, leur apportant une aide financière essentielle et fournissant des fonds à des centaines d'autres écrivains, souvent de manière anonyme,.
Merrill a été chancelier de l'Académie des poètes américains de 1979 à sa mort. Alors qu'il passait l'hiver en Arizona, il est décédé le 6 février 1995 d'une crise cardiaque liée au VIH/SIDA. Ses cendres et celles de David Jackson sont enterrées côte à côte au Stonington Cemetery (en). L'ancienne épouse de David Jackson et amie de Merrill, Doris Sewell Jackson, est enterrée derrière eux.
En hommage à Merrill, le New Yorker a republié son poème de 1962, "The Mad Scene", dans son édition du 19 mars 1995.

## Style littéraire
Écrivain élégant et plein d'esprit, adepte des jeux de mots et des calembours, Merrill était un maître du mètre et de la forme poétique traditionnelle, mais il a également écrit beaucoup de vers libres et de vers blancs. Lorsqu'on lui a demandé un jour s'il préférait un lectorat plus populaire, Merrill a répondu : "Pensez à ce qu'il faut faire pour obtenir un public de masse. Je préfère avoir un lecteur parfait. Pourquoi dynamiter l'étang pour attraper une seule carpe argentée ?".
Bien qu'il ne soit généralement pas considéré comme un poète confessionnaliste, James Merrill a souvent utilisé ses relations personnelles pour alimenter ses "chroniques de l'amour et de la perte". Le divorce des parents de Merrill - le sentiment de perturbation, suivi d'un sentiment de voir le monde "dédoublé" ou de deux façons à la fois - occupe une place prépondérante dans les vers du poète. Merrill n'hésite pas à modifier de petits détails autobiographiques pour améliorer la logique d'un poème ou pour servir un thème environnemental, esthétique ou spirituel.
À mesure que Merrill mûrit, l'éclat poli et tendu de ses premières œuvres cède la place à un ton plus informel, détendu et conversationnel. Déjà établi dans les années 1970 parmi les meilleurs poètes de sa génération, Merrill fait un détour surprenant lorsqu'il commence à incorporer des messages occultes détaillés dans son œuvre (bien qu'un poème des années 1950, "Voices from the Other World", préfigure cette pratique), Le résultat final est une épopée apocalyptique de 560 pages publiée sous le titre The Changing Light at Sandover publiée en 1982, documente deux décennies de messages dictés par des esprits d'un autre monde lors de séances de Ouija organisées par Merrill et son partenaire David Jackson. The Changing Light at Sandover est l'une des plus longues épopées, toutes langues confondues. On y entend les voix du poète W. H. Auden, récemment décédé, de Maya Deren, amie de Merrill, et de la mondaine grecque Maria Mitsotáki, ainsi que d'êtres célestes, dont l'archange Michael. Le fait de canaliser des voix par l'intermédiaire d'une planche Ouija "m'a fait réfléchir à deux fois sur l'imagination", expliquera plus tard Merrill. "Si les esprits ne sont pas extérieurs, comme les médiums deviennent étonnants ! Victor Hugo disait de ses voix qu'elles étaient comme ses propres forces mentales multipliées par cinq".

## Prix et distinctions
En commençant par le prestigieux prix Glascock, décerné pour The Black Swan alors qu'il était étudiant, Merrill a ensuite reçu tous les principaux prix de poésie aux États-Unis, y compris le prix Pulitzer de poésie en 1977 pour Divine Comedies. En milieu de carrière, il a reçu le prix Bollingen en 1973.
En 1983, il reçoit le National Book Critics Circle Award pour son poème épique The Changing Light at Sandover (en) (composé en partie de messages prétendument surnaturels reçus à l'aide d'une planche Ouija). En 1990, il reçoit le premier Bobbitt National Prize for Poetry décerné par la Library of Congress pour The Inner Room. Il a reçu deux fois le National Book Award for Poetry, en 1967 pour Nights and Days et en 1979 pour Mirabell, Books of Number : Books of Number. Il est élu membre de l'Académie américaine des arts et des sciences en 1978. En 1991, il reçoit le Golden Plate Award de l'American Academy of Achievement.

## Œuvres

### Recueil de poèmes
- First Poems, New Kork, Alfred A. Knopf, 1950, 96 p. (lire en ligne),
- The Country of a Thousand Years of Peace and Other Poems, New York, Alfred A. Knopf (réimpr. 1970, 1977, 1983) (1re éd. 1958), 100 p. (ISBN 9780689103421, OCLC 715633384, lire en ligne),
- The Country of a Thousand Years of Peace and Other Poems, New York, Alfred A. Knopf, (réimpr. 1970, 1982) (1re éd. 1958), 100 p. (ISBN 9780689103421, OCLC 289301, lire en ligne),
- Water Street : Poems, New York, Atheneum (réimpr. 1967, 1973, 2018) (1re éd. 1962), 68 p. (ISBN 9780260421593, OCLC 289306, lire en ligne),
- Nights and Days, New York, Atheneum (réimpr. 1969, 1980, 1984) (1re éd. 1966), 66 p. (ISBN 9780689101878, OCLC 9235931, lire en ligne),
- The Fire Screen : Poems, New York, Atheneum, coll. « Poetry in Granger » (no 7144) (réimpr. 1980) (1re éd. 1969), 96 p. (ISBN 9780689101854, OCLC 1309481194, lire en ligne),
- Braving the Elements, New York, Atheneum (réimpr. 1979) (1re éd. 1972), 96 p. (ISBN 9780689105609, OCLC 481431, lire en ligne),
- Divine comedies : Poems, New York, Atheneum (réimpr. 1980) (1re éd. 1976), 152 p. (ISBN 9780689107030, OCLC 1818365, lire en ligne),
- Mirabell : Books of Number, New York, Atheneum (réimpr. 1980) (1re éd. 1978), 200 p. (ISBN 9780689109010, OCLC 4496151, lire en ligne),
- Scripts for the Pageant  (ill. Laurence Scott), New York, Atheneum, 1980, 264 p. (ISBN 9780689110535, lire en ligne),
- The Changing Light at Sandover, New York, Atheneum (réimpr. 1984, 1993, 2006, 2011) (1re éd. 1982), 644 p. (ISBN 9780689112836, OCLC 906422173, lire en ligne),
- Inner Room : Poems, New York, Alfred A. Knopf (réimpr. 1993, 1995) (1re éd. 1988), 116 p. (ISBN 9780394572482, OCLC 906515620, lire en ligne),

### Anthologie de poèmes
- Two poems : From the Cupola and The Summer People, Londres, Chatto and Windus, 1972, 56 p. (ISBN 9780701118235, lire en ligne),
- From the First Nine Poems, 1946-76, New York, Atheneum (réimpr. 1984) (1re éd. 1982), 390 p. (ISBN 9780689112805, OCLC 9100475, lire en ligne),
- J.D. McClatchy (dir.) et Stephen Yense (dir.), Selected Poems of James Merrill, New York, Alfred A. Knopf, coll. « Borzoi Poetry » (réimpr. 2018) (1re éd. 2008), 324 p. (ISBN 9780375711664, OCLC 212856192, lire en ligne),

### Romans
- The Seraglio, New York, Alfred A. Knopf, (réimpr. 1958, 1987) (1re éd. 1957), 296 p. (ISBN 9780689119248, OCLC 289298, lire en ligne),
- The (Diblos) Notebook, Londres et New York, Chatto & Windus & Atheneum (réimpr. 1975, 1994) (1re éd. 1965), 168 p. (ISBN 9781564780645, OCLC 227012824, lire en ligne),

### Prose
- J.D. McClatchy (dir.) (préf. J.D. McClatchy), Recitative : Prose, San Francisco, Californie, North Point Press, 1986, 228 p. (ISBN 9780865472556, lire en ligne),

### Théâtre
- The Immortal Husband (1955)
- The Bait (1953)

### Correspondance
- Langdon Hammer (dir.) et Stephen Yenser (dir.), A Whole World : Letters from James Merrill, New York, Alfred A. Knopf, 2021, 736 p. (ISBN 9781101875506),

### Œuvres romanesque et théâtrales complètes
- Collected Novels and Plays, New York, Alfred A. Knopf (réimpr. 2005) (1re éd. 2002), 696 p. (ISBN 9780375710834, OCLC 49584091, lire en ligne),

### Autobiographie
- A Different Person : A Memoir, New York, Knopf (réimpr. 1994, 1995) (1re éd. 1993), 300 p. (ISBN 9780679423171, OCLC 906607715, lire en ligne),

### Articles
- « The Formal Lovers », Poetry, vol. 67, no 6,‎ mars 1946, p. 297-301 (5 pages) (lire en ligne ),
- « Perspectives of the Lonesome Eye », Poetry, vol. 67, no 6,‎ mars 1946, p. 296-297 (2 pages) (lire en ligne ),
- « The Cosmological Eye », Poetry, vol. 67, no 6,‎ mars 1946, p. 294-295 (2 pages) (lire en ligne ),
- « The Broken Bowl », Poetry, vol. 69, no 5,‎ février 1947, p. 246-247 (2 pages) (lire en ligne ),

## Pour approfondir

#### Notices dans des encyclopédies et manuels de références
- (en-US) Ian Scott-Kilvert (dir.), Poets : American and British, vol. 2 : Housman-Rich, New York, Charles Scribner's Sons (réimpr. 2010) (1re éd. 1998), 1149 p. (ISBN 9780684316628, lire en ligne), p. 837-857,
- (en-US) Jay Parini (dir.), The Oxford Encyclopedia of American Literature, vol. 3 : Norman Mailer - Sentimental Literature, New York, Oxford University Press, USA, 2004, 557 p. (ISBN 9780195167269, lire en ligne), p. 110-116,
- (en-US) Jeffrey H. Gray (dir.), James McCorkle (dir.) et Mary Balkun (dir.), The Greenwood Encyclopedia of American Poets and Poetry, vol. 4 : M-R, Westport, Connecticut, Greenwood Press, 2006, 1409 p. (ISBN 9780313330124, lire en ligne), p. 1038-1042,
- (en-US) Steven G. Kellman (dir.) et Frank N. Magill (dir.), Magill's Survey of American Literature, vol. 4 : Leacock-O'Connor, Pasadena, Californie, Salem Press, 2006, 1925 p. (ISBN 9781587652899, lire en ligne), p. 1705-1712,
- (en-US) Rosemary M. Canfield Reisman (dir.), Critical Survey of Poetry, vol. 3 : American Poets, Pasadena, Californie, Salem Press, 2011, 1827 p. (ISBN 9781587655869, lire en ligne), p. 1317-1325,

#### Essais et biographies
- (en-US) Ross Labrie, James Merrill, Boston, Massachusetts, Twayne Publishers, coll. « Twayne's United States Authors Series » (no 427), 1982, 192 p. (ISBN 9780805773613, lire en ligne),
- (en-US) David Lehman (dir.) et Charles Berger (dir.), James Merrill : Essays in Criticism, Ithaca, État de New York,, Cornell University Press, 1983, 344 p. (ISBN 9780801414046, lire en ligne),
- (en-US) Judith Moffett, Judith Moffett : an Introduction to the Poetry, New York, Columbia University Press, 1984, 280 p. (ISBN 9780231052108, lire en ligne),
- (en-US) Harold Bloom (dir.), James Merrill, New York, Chelsea House, coll. « Bloom's Modern Critical Views » (réimpr. 2010) (1re éd. 1985), 232 p. (ISBN 9780877546184, OCLC 11865910, lire en ligne),
- (en-US) Stephen Yenser, The Consuming Myth : The Work of James Merrill, Cambridge, Massachusetts, Harvard University Press, 1987, 392 p. (ISBN 9780674166158, lire en ligne),
- (en-US) Alison Lurie, Familiar Spirits : A Memoir of James Merrill and David Jackson, New York, Viking Penguin, 2001, 208 p. (ISBN 9780670894598, lire en ligne),
- (en-US) Peter Nickowitz, Rhetoric and Sexuality : The Poetry of Hart Crane, Elizabeth Bishop, and James Merrill, New York, Palgrave Macmillan (réimpr. 2014) (1re éd. 2006), 198 p. (ISBN 9781349734658, OCLC 1168433771, lire en ligne),
- (en-US) Piotr K. Gwiazda, James Merrill and W.H. Auden, New York,, Palgrave Macmillan, 2007, 224 p. (ISBN 9781403984319, lire en ligne),
- (en-US) Evans Lansing Smith, James Merrill, Postmodern Magus : Myth and Poetics, Iowa City, Iowa, University of Iowa Press, 2008, 286 p. (ISBN 9781587296963, lire en ligne),
- (en-US) Langdon Hammer, James Merrill : Life and Art, New York, Alfred A. Knopf, 2015, 984 p. (ISBN 9780375413339, lire en ligne),

#### Articles anglophones

##### Années 1960-1989
- Donald Sheehan, « An Interview with James Merrill », Contemporary Literature, vol. 9, no 1,‎ hiver 1968, p. 1-14 (14 pages) (lire en ligne ),
- Morris Eaves, « Decision and Revision in James Merrill's "(Diblos) Notebook" », Contemporary Literature, vol. 12, no 2,‎ printemps 1971, p. 156-165 (10 pages) (lire en ligne ),
- Robert von Hallberg, « James Merrill: "Revealing by Obscuring" », Contemporary Literature, vol. 21, no 4,‎ automne 1980, p. 549-571 (23 pages) (lire en ligne ),
- Jeffery Donaldson, « Going Down in History: Richard Howard's Untitled Subjects and James Merrill's The Changing Light at Sandover », Salmagundi, nos 76/77,‎ hiver 1987 - 1988, p. 175-202 (28 pages) (lire en ligne ),
- Timothy Materer, « Death and Alchemical Transformation in James Merrill's "The Changing Light at Sandover" », Contemporary Literature, vol. 29, no 1,‎ printemps 1988, p. 82-104 (23 pages) (lire en ligne ),
- Jefferson Humphries, « The Voice within the Mirror: The Haunted Poetry of James Merrill », boundary 2, vol. 15/16,‎ printemps - automne 1988, p. 173-194 (22 pages) (lire en ligne ),
- James Baird, « James Merrill's Sound of Feeling: Language and Music », Southwest Review, vol. 74, no 3,‎ été 1989, p. 361-377 (17 pages) (lire en ligne ),
- Lee Zimmerman, « Against Apocalypse: Politics and James Merrill's "The Changing Light at Sandover" », Contemporary Literature, vol. 30, no 3,‎ automne 1989, p. 370-386 (17 pages) (lire en ligne ),

##### Années 1990-1999
- Mutlu Konuk Blasing, « Rethinking Models of Literary Change: The Case of James Merrill », American Literary History, vol. 2, no 2,‎ été 1990, p. 299-317 (19 pages) (lire en ligne ),
- Willard Spiegelman, « Heirs and Heirlooms: The Legacy of Elizabeth Bishop and James Merrill », The Kenyon Review, New Series,, vol. 13, no 2,‎ printemps 1991, p. 154-159 (6 pages) (lire en ligne ),
- C. A. Buckley, « Exploring The Changing Light at Sandover: An Interview with James Merrill », Twentieth Century Literature, vol. 38, no 4,‎ hiver 1992, p. 415-435 (21 pages) (lire en ligne ),
- C.A Buckley, « Quantum Physics and the Ouija-Board: James Merrill's Holistic World View », Mosaic: An Interdisciplinary Critical Journal, vol. 26, no 2,‎ printemps 1993, p. 39-61 (23 pages) (lire en ligne ),
- Alan Nadel, « Replacing the Waste Land: James Merrill's Quest for Transcendent Authority », College Literature, vol. 20, no 2,‎ juin 1993, p. 154-176 (23 pages) (lire en ligne ),
- Eric Murphy Selinger, « James Merrill's Masks of Eros, Masques of Love », Contemporary Literature, vol. 35, no 1,‎ printemps 1994, p. 30-65 (36 pages) (lire en ligne ),
- Helen Sword, « James Merrill, Sylvia Plath, and the Poetics of Ouija », American Literature, vol. 66, no 3,‎ septembre 1994, p. 553-572 (20 pages) (lire en ligne ),
- Stephen Yenser, « James Merrill: His Poetry and the Age », Southwest Review, vol. 80, nos 2/3,‎ printemps-été 1995, p. 186-204 (19 pages) (lire en ligne ),
- Jeffery Donaldson, « The Company Poets Keep: Allusion, Echo, and the Question of Who Is Listening in W. H. Auden and James Merrill », Contemporary Literature, vol. 36, no 1,‎ printemps 1995, p. 35-57 (23 pages) (lire en ligne ),
- Joseph Parisi, « In Memory of James Merrill », Poetry, vol. 186, no 6,‎ septembre 1995, p. 311-312 (2 pages) (lire en ligne ),
- Heather White, « An Interview with James Merrill », Ploughshares, vol. 21, no 4,‎ hiver 1995-1996, p. 190-195 (6 pages) (lire en ligne ),
- Justin Quinn, « Europe in the Work of Anthony Hecht and James Merrill », Irish Journal of American Studies, vol. 5,‎ 1996, p. 107-118 (12 pages) (lire en ligne ),
- Kathryn Jacobs, « James Merrill and the Meditative Tradition », Christianity and Literature, vol. 45, nos 3/4,‎ printemps-été 1996, p. 387-399 (13 pages) (lire en ligne ),
- Rachel Hadas, « "We Both Knew This Place": Reflections on the Art of James Merrill », The Kenyon Review, New Series, vol. 19, no 1,‎ hiver 1997, p. 134-144 (11 pages) (lire en ligne ),
- Guy Rotella, « James Merrill's Poetry of Convalescence », Contemporary Literature, vol. 38, no 2,‎ été 1997, p. 307-324 (18 pages) (lire en ligne ),
- Rachel Hadas, « James Merrill's Early Work: A Revaluation », The Kenyon Review, New Series, vol. 20, no 2,‎ printemps 1998, p. 177-184 (8 pages) (lire en ligne ),
- Rachel Hadas, « From Stage Set to Heirloom: Greece in the Work of James Merrill », Arion: A Journal of Humanities and the Classics, Third Series, vol. 6, no 3,‎ hiver 1999, p. 1-19 (19 pages) (lire en ligne ),

##### Années 2000-2009
- Devin Johnston, « Resistance to the Message: James Merrill's Occult Epic », Contemporary Literature, vol. 41, no 1,‎ printemps 2000, p. 87-116 (30 pages) (lire en ligne ),
- Stephen Sandy, « Salt of the Sky: James Merrill's Poetry », Harvard Review, vol. 21,‎ 2001, p. 69-78 (10 pages) (lire en ligne ),
- Caroline Fraser, « The Magician », Los Angeles Times,‎ 4 mars 2001 (lire en ligne),
- Timothy Materer, « Stevens as King of the Ghosts: James Merrill and Wallace Stevens », The Wallace Stevens Journal, vol. 25, no 1,‎ printemps 2001, p. 74-84 (11 pages) (lire en ligne ),
- Susan McCabe, « Blue Sky Laws and Poetic Inequivalence: Wallace Stevens and James Merrill », The Wallace Stevens Journal, vol. 25, no 1,‎ printemps 2001, p. 52-63 (12 pages) (lire en ligne ),
- Piotr Gwiazda, « Views from the Rosebrick Manor: Poetic Authority in James Merrill's The Changing Light at Sandover », Texas Studies in Literature and Language, vol. 43, no 4,‎ hiver 2001, p. 418-439 (22 pages) (lire en ligne ),
- Mark Bauer, « Between Lives: James Merrill Reading Yeats's Prose », Contemporary Literature, vol. 43, no 1,‎ printemps 2002, p. 85-119 (35 pages) (lire en ligne ),
- Timothy Materer, « Confession and Autobiography in James Merrill's Early Poetry », Twentieth Century Literature, vol. 48, no 2,‎ été 2002, p. 150-173 (24 pages) (lire en ligne ),
- Luke Carson, « James Merrill's Manners and Elizabeth Bishop's Dismay », Twentieth Century Literature, vol. 50, no 2,‎ été 2004, p. 167-191 (25 pages) (lire en ligne ),
- Claudia Ingram, « "Fission and Fusion Both Liberate Energy": James Merrill, Jorie Graham, and the Metaphoric Imagination », Twentieth Century Literature, vol. 51, no 2,‎ été 2005, p. 142-178 (37 pages) (lire en ligne ),
- Timothy Materer, « Mirrored Lives: Elizabeth Bishop and James Merrill », Twentieth Century Literature, vol. 51, no 2,‎ été 2005, p. 179-209 (31 pages) (lire en ligne ),
- Timothy Materer, « James Merrill's Polyphonic Muse », Contemporary Literature, vol. 47, no 2,‎ été 2006, p. 207-235 (29 pages) (lire en ligne ),
- Christopher K. Coffman, « "Swarm's Way. Basic Training": Interpretation in James Merrill's Late Collections and À la recherche du temps perdu », Comparative Literature, vol. 61, no 4,‎ 2009, p. 400-415 (16 pages) (lire en ligne ),

##### Années 2010-2019
- Nikki Skillman, « James Merrill's Embodied Memory », Twentieth Century Literature, vol. 59, no 4,‎ hiver 2013, p. 539-574 (36 pages) (lire en ligne ),
- Bill Pahlka, « James Merrill's Secret Scansions », Texas Studies in Literature and Language, vol. 59, no 4,‎ hiver 2017, p. 497-523 (27 pages) (lire en ligne ),
- Claudia Ingram, « Lyric Subversions », Pacific Coast Philology, vol. 53, no 1,‎ 2018, p. 43-67 (25 pages) (lire en ligne ),
- Chad Bennett, « The Queer Afterlife of Gossip », Twentieth Century Literature, vol. 64, no 4,‎ décembre 2018, p. 387-412 (26 pages) (lire en ligne ),